# 康边茶藨子
康边茶藨子（学名：Ribes kialanum）是一种落叶灌木、为虎耳草科茶藨子属下的一个种。该植物主要分布于中国四川西部与云南西北部，主要生于海拔2500-4000米之间的山麓灌木丛、针叶林边缘、道路旁或沟渠边。

## 扩展阅读
- 維基物種上的相關：康边茶藨子